# Actinomicetals
Els actinomicetals (actinomycetales) és un ordre dels actinobacteris. Els actinomicets són els bacteris que pertanyen a l'ordre actinomicetal. Mycetal fa referència a fong, ja que l'ordre es caracteritza per la seva convergència amb algunes formes de fongs.
És un ordre molt divers i conté una gran varietat de subdivisions com també nivells encara no classificats. Això passa principalment perquè molts gèneres són difícils de classificar perquè tenen un fenotip molt dependent del nínxol. Per exemple Nocardia conté diversos fenotips que en un principi es creia que eren espècies diferents abans que es provés que les seves diferències eren completament depenent de les seves condicions de proliferació.
Els actinomycetales són gram positius; per tant, diverses espècies tenen unes estructures de la paret cel·lular complexes que fan impossible la tinció gram. Exemples: mycobacteriaceae
Els micelis dels actinomicetals només es diferencien dels micelis dels fongs pel diàmetre de les hifes (1,5 micròmetres com a màxim) i per la seva estructura procariota, típica dels bacteris. La majoria viuen immòbils al sòl on tenen un gran paper en fer l'humus, però també n'hi ha de paràsits. Alguns membres d'aquest ordre fan antibiòtics.

## Filogènia
Segons l'anàlisi filogenètica de gens codificadors de proteïnes, els principals subgrups es relacionen de la manera:
|  | Kineosporiineae |
|  |                 |
|  | Micrococcineae  |
|  |                 |

|  | Propionibacterineae |
|  |                     |
|  | Streptomycineae     |
|  |                     |

|  | Streptosporangineae |
|  |                     |
|  | Acidothermus        |
|  |                     |

|  | Micromonosporineae |
|  |                    |
|  | Glycomycineae      |
|  |                    |

|  | Corynebacterineae (exc. Corynebacterium) |
|  |                                          |
|  | Pseudonocardineae                        |
|  |                                          |

|  | Micromonosporineae |
|  |                    |
|  | Glycomycineae      |
|  |                    |

|  | Corynebacterineae (exc. Corynebacterium) |
|  |                                          |
|  | Pseudonocardineae                        |
|  |                                          |

|  | Micromonosporineae |
|  |                    |
|  | Glycomycineae      |
|  |                    |

|  | Corynebacterineae (exc. Corynebacterium) |
|  |                                          |
|  | Pseudonocardineae                        |
|  |                                          |

|  | Micromonosporineae |
|  |                    |
|  | Glycomycineae      |
|  |                    |

|  | Corynebacterineae (exc. Corynebacterium) |
|  |                                          |
|  | Pseudonocardineae                        |
|  |                                          |

|  | Streptosporangineae |
|  |                     |
|  | Acidothermus        |
|  |                     |

|  | Micromonosporineae |
|  |                    |
|  | Glycomycineae      |
|  |                    |

|  | Corynebacterineae (exc. Corynebacterium) |
|  |                                          |
|  | Pseudonocardineae                        |
|  |                                          |

|  | Micromonosporineae |
|  |                    |
|  | Glycomycineae      |
|  |                    |

|  | Corynebacterineae (exc. Corynebacterium) |
|  |                                          |
|  | Pseudonocardineae                        |
|  |                                          |

|  | Micromonosporineae |
|  |                    |
|  | Glycomycineae      |
|  |                    |

|  | Corynebacterineae (exc. Corynebacterium) |
|  |                                          |
|  | Pseudonocardineae                        |
|  |                                          |

|  | Micromonosporineae |
|  |                    |
|  | Glycomycineae      |
|  |                    |

|  | Corynebacterineae (exc. Corynebacterium) |
|  |                                          |
|  | Pseudonocardineae                        |
|  |                                          |

|  | Propionibacterineae |
|  |                     |
|  | Streptomycineae     |
|  |                     |

|  | Streptosporangineae |
|  |                     |
|  | Acidothermus        |
|  |                     |

|  | Micromonosporineae |
|  |                    |
|  | Glycomycineae      |
|  |                    |

|  | Corynebacterineae (exc. Corynebacterium) |
|  |                                          |
|  | Pseudonocardineae                        |
|  |                                          |

|  | Micromonosporineae |
|  |                    |
|  | Glycomycineae      |
|  |                    |

|  | Corynebacterineae (exc. Corynebacterium) |
|  |                                          |
|  | Pseudonocardineae                        |
|  |                                          |

|  | Micromonosporineae |
|  |                    |
|  | Glycomycineae      |
|  |                    |

|  | Corynebacterineae (exc. Corynebacterium) |
|  |                                          |
|  | Pseudonocardineae                        |
|  |                                          |

|  | Micromonosporineae |
|  |                    |
|  | Glycomycineae      |
|  |                    |

|  | Corynebacterineae (exc. Corynebacterium) |
|  |                                          |
|  | Pseudonocardineae                        |
|  |                                          |

|  | Streptosporangineae |
|  |                     |
|  | Acidothermus        |
|  |                     |

|  | Micromonosporineae |
|  |                    |
|  | Glycomycineae      |
|  |                    |

|  | Corynebacterineae (exc. Corynebacterium) |
|  |                                          |
|  | Pseudonocardineae                        |
|  |                                          |

|  | Micromonosporineae |
|  |                    |
|  | Glycomycineae      |
|  |                    |

|  | Corynebacterineae (exc. Corynebacterium) |
|  |                                          |
|  | Pseudonocardineae                        |
|  |                                          |

|  | Micromonosporineae |
|  |                    |
|  | Glycomycineae      |
|  |                    |

|  | Corynebacterineae (exc. Corynebacterium) |
|  |                                          |
|  | Pseudonocardineae                        |
|  |                                          |

|  | Micromonosporineae |
|  |                    |
|  | Glycomycineae      |
|  |                    |

|  | Corynebacterineae (exc. Corynebacterium) |
|  |                                          |
|  | Pseudonocardineae                        |
|  |                                          |

|  | Kineosporiineae |
|  |                 |
|  | Micrococcineae  |
|  |                 |

|  | Propionibacterineae |
|  |                     |
|  | Streptomycineae     |
|  |                     |

|  | Streptosporangineae |
|  |                     |
|  | Acidothermus        |
|  |                     |

|  | Micromonosporineae |
|  |                    |
|  | Glycomycineae      |
|  |                    |

|  | Corynebacterineae (exc. Corynebacterium) |
|  |                                          |
|  | Pseudonocardineae                        |
|  |                                          |

|  | Micromonosporineae |
|  |                    |
|  | Glycomycineae      |
|  |                    |

|  | Corynebacterineae (exc. Corynebacterium) |
|  |                                          |
|  | Pseudonocardineae                        |
|  |                                          |

|  | Micromonosporineae |
|  |                    |
|  | Glycomycineae      |
|  |                    |

|  | Corynebacterineae (exc. Corynebacterium) |
|  |                                          |
|  | Pseudonocardineae                        |
|  |                                          |

|  | Micromonosporineae |
|  |                    |
|  | Glycomycineae      |
|  |                    |

|  | Corynebacterineae (exc. Corynebacterium) |
|  |                                          |
|  | Pseudonocardineae                        |
|  |                                          |

|  | Streptosporangineae |
|  |                     |
|  | Acidothermus        |
|  |                     |

|  | Micromonosporineae |
|  |                    |
|  | Glycomycineae      |
|  |                    |

|  | Corynebacterineae (exc. Corynebacterium) |
|  |                                          |
|  | Pseudonocardineae                        |
|  |                                          |

|  | Micromonosporineae |
|  |                    |
|  | Glycomycineae      |
|  |                    |

|  | Corynebacterineae (exc. Corynebacterium) |
|  |                                          |
|  | Pseudonocardineae                        |
|  |                                          |

|  | Micromonosporineae |
|  |                    |
|  | Glycomycineae      |
|  |                    |

|  | Corynebacterineae (exc. Corynebacterium) |
|  |                                          |
|  | Pseudonocardineae                        |
|  |                                          |

|  | Micromonosporineae |
|  |                    |
|  | Glycomycineae      |
|  |                    |

|  | Corynebacterineae (exc. Corynebacterium) |
|  |                                          |
|  | Pseudonocardineae                        |
|  |                                          |

|  | Propionibacterineae |
|  |                     |
|  | Streptomycineae     |
|  |                     |

|  | Streptosporangineae |
|  |                     |
|  | Acidothermus        |
|  |                     |

|  | Micromonosporineae |
|  |                    |
|  | Glycomycineae      |
|  |                    |

|  | Corynebacterineae (exc. Corynebacterium) |
|  |                                          |
|  | Pseudonocardineae                        |
|  |                                          |

|  | Micromonosporineae |
|  |                    |
|  | Glycomycineae      |
|  |                    |

|  | Corynebacterineae (exc. Corynebacterium) |
|  |                                          |
|  | Pseudonocardineae                        |
|  |                                          |

|  | Micromonosporineae |
|  |                    |
|  | Glycomycineae      |
|  |                    |

|  | Corynebacterineae (exc. Corynebacterium) |
|  |                                          |
|  | Pseudonocardineae                        |
|  |                                          |

|  | Micromonosporineae |
|  |                    |
|  | Glycomycineae      |
|  |                    |

|  | Corynebacterineae (exc. Corynebacterium) |
|  |                                          |
|  | Pseudonocardineae                        |
|  |                                          |

|  | Streptosporangineae |
|  |                     |
|  | Acidothermus        |
|  |                     |

|  | Micromonosporineae |
|  |                    |
|  | Glycomycineae      |
|  |                    |

|  | Corynebacterineae (exc. Corynebacterium) |
|  |                                          |
|  | Pseudonocardineae                        |
|  |                                          |

|  | Micromonosporineae |
|  |                    |
|  | Glycomycineae      |
|  |                    |

|  | Corynebacterineae (exc. Corynebacterium) |
|  |                                          |
|  | Pseudonocardineae                        |
|  |                                          |

|  | Micromonosporineae |
|  |                    |
|  | Glycomycineae      |
|  |                    |

|  | Corynebacterineae (exc. Corynebacterium) |
|  |                                          |
|  | Pseudonocardineae                        |
|  |                                          |

|  | Micromonosporineae |
|  |                    |
|  | Glycomycineae      |
|  |                    |

|  | Corynebacterineae (exc. Corynebacterium) |
|  |                                          |
|  | Pseudonocardineae                        |
|  |                                          |

|  | Kineosporiineae |
|  |                 |
|  | Micrococcineae  |
|  |                 |

|  | Propionibacterineae |
|  |                     |
|  | Streptomycineae     |
|  |                     |

|  | Streptosporangineae |
|  |                     |
|  | Acidothermus        |
|  |                     |

|  | Micromonosporineae |
|  |                    |
|  | Glycomycineae      |
|  |                    |

|  | Corynebacterineae (exc. Corynebacterium) |
|  |                                          |
|  | Pseudonocardineae                        |
|  |                                          |

|  | Micromonosporineae |
|  |                    |
|  | Glycomycineae      |
|  |                    |

|  | Corynebacterineae (exc. Corynebacterium) |
|  |                                          |
|  | Pseudonocardineae                        |
|  |                                          |

|  | Micromonosporineae |
|  |                    |
|  | Glycomycineae      |
|  |                    |

|  | Corynebacterineae (exc. Corynebacterium) |
|  |                                          |
|  | Pseudonocardineae                        |
|  |                                          |

|  | Micromonosporineae |
|  |                    |
|  | Glycomycineae      |
|  |                    |

|  | Corynebacterineae (exc. Corynebacterium) |
|  |                                          |
|  | Pseudonocardineae                        |
|  |                                          |

|  | Streptosporangineae |
|  |                     |
|  | Acidothermus        |
|  |                     |

|  | Micromonosporineae |
|  |                    |
|  | Glycomycineae      |
|  |                    |

|  | Corynebacterineae (exc. Corynebacterium) |
|  |                                          |
|  | Pseudonocardineae                        |
|  |                                          |

|  | Micromonosporineae |
|  |                    |
|  | Glycomycineae      |
|  |                    |

|  | Corynebacterineae (exc. Corynebacterium) |
|  |                                          |
|  | Pseudonocardineae                        |
|  |                                          |

|  | Micromonosporineae |
|  |                    |
|  | Glycomycineae      |
|  |                    |

|  | Corynebacterineae (exc. Corynebacterium) |
|  |                                          |
|  | Pseudonocardineae                        |
|  |                                          |

|  | Micromonosporineae |
|  |                    |
|  | Glycomycineae      |
|  |                    |

|  | Corynebacterineae (exc. Corynebacterium) |
|  |                                          |
|  | Pseudonocardineae                        |
|  |                                          |

|  | Propionibacterineae |
|  |                     |
|  | Streptomycineae     |
|  |                     |

|  | Streptosporangineae |
|  |                     |
|  | Acidothermus        |
|  |                     |

|  | Micromonosporineae |
|  |                    |
|  | Glycomycineae      |
|  |                    |

|  | Corynebacterineae (exc. Corynebacterium) |
|  |                                          |
|  | Pseudonocardineae                        |
|  |                                          |

|  | Micromonosporineae |
|  |                    |
|  | Glycomycineae      |
|  |                    |

|  | Corynebacterineae (exc. Corynebacterium) |
|  |                                          |
|  | Pseudonocardineae                        |
|  |                                          |

|  | Micromonosporineae |
|  |                    |
|  | Glycomycineae      |
|  |                    |

|  | Corynebacterineae (exc. Corynebacterium) |
|  |                                          |
|  | Pseudonocardineae                        |
|  |                                          |

|  | Micromonosporineae |
|  |                    |
|  | Glycomycineae      |
|  |                    |

|  | Corynebacterineae (exc. Corynebacterium) |
|  |                                          |
|  | Pseudonocardineae                        |
|  |                                          |

|  | Streptosporangineae |
|  |                     |
|  | Acidothermus        |
|  |                     |

|  | Micromonosporineae |
|  |                    |
|  | Glycomycineae      |
|  |                    |

|  | Corynebacterineae (exc. Corynebacterium) |
|  |                                          |
|  | Pseudonocardineae                        |
|  |                                          |

|  | Micromonosporineae |
|  |                    |
|  | Glycomycineae      |
|  |                    |

|  | Corynebacterineae (exc. Corynebacterium) |
|  |                                          |
|  | Pseudonocardineae                        |
|  |                                          |

|  | Micromonosporineae |
|  |                    |
|  | Glycomycineae      |
|  |                    |

|  | Corynebacterineae (exc. Corynebacterium) |
|  |                                          |
|  | Pseudonocardineae                        |
|  |                                          |

|  | Micromonosporineae |
|  |                    |
|  | Glycomycineae      |
|  |                    |

|  | Corynebacterineae (exc. Corynebacterium) |
|  |                                          |
|  | Pseudonocardineae                        |
|  |                                          |

|  | Kineosporiineae |
|  |                 |
|  | Micrococcineae  |
|  |                 |

|  | Propionibacterineae |
|  |                     |
|  | Streptomycineae     |
|  |                     |

|  | Streptosporangineae |
|  |                     |
|  | Acidothermus        |
|  |                     |

|  | Micromonosporineae |
|  |                    |
|  | Glycomycineae      |
|  |                    |

|  | Corynebacterineae (exc. Corynebacterium) |
|  |                                          |
|  | Pseudonocardineae                        |
|  |                                          |

|  | Micromonosporineae |
|  |                    |
|  | Glycomycineae      |
|  |                    |

|  | Corynebacterineae (exc. Corynebacterium) |
|  |                                          |
|  | Pseudonocardineae                        |
|  |                                          |

|  | Micromonosporineae |
|  |                    |
|  | Glycomycineae      |
|  |                    |

|  | Corynebacterineae (exc. Corynebacterium) |
|  |                                          |
|  | Pseudonocardineae                        |
|  |                                          |

|  | Micromonosporineae |
|  |                    |
|  | Glycomycineae      |
|  |                    |

|  | Corynebacterineae (exc. Corynebacterium) |
|  |                                          |
|  | Pseudonocardineae                        |
|  |                                          |

|  | Streptosporangineae |
|  |                     |
|  | Acidothermus        |
|  |                     |

|  | Micromonosporineae |
|  |                    |
|  | Glycomycineae      |
|  |                    |

|  | Corynebacterineae (exc. Corynebacterium) |
|  |                                          |
|  | Pseudonocardineae                        |
|  |                                          |

|  | Micromonosporineae |
|  |                    |
|  | Glycomycineae      |
|  |                    |

|  | Corynebacterineae (exc. Corynebacterium) |
|  |                                          |
|  | Pseudonocardineae                        |
|  |                                          |

|  | Micromonosporineae |
|  |                    |
|  | Glycomycineae      |
|  |                    |

|  | Corynebacterineae (exc. Corynebacterium) |
|  |                                          |
|  | Pseudonocardineae                        |
|  |                                          |

|  | Micromonosporineae |
|  |                    |
|  | Glycomycineae      |
|  |                    |

|  | Corynebacterineae (exc. Corynebacterium) |
|  |                                          |
|  | Pseudonocardineae                        |
|  |                                          |

|  | Propionibacterineae |
|  |                     |
|  | Streptomycineae     |
|  |                     |

|  | Streptosporangineae |
|  |                     |
|  | Acidothermus        |
|  |                     |

|  | Micromonosporineae |
|  |                    |
|  | Glycomycineae      |
|  |                    |

|  | Corynebacterineae (exc. Corynebacterium) |
|  |                                          |
|  | Pseudonocardineae                        |
|  |                                          |

|  | Micromonosporineae |
|  |                    |
|  | Glycomycineae      |
|  |                    |

|  | Corynebacterineae (exc. Corynebacterium) |
|  |                                          |
|  | Pseudonocardineae                        |
|  |                                          |

|  | Micromonosporineae |
|  |                    |
|  | Glycomycineae      |
|  |                    |

|  | Corynebacterineae (exc. Corynebacterium) |
|  |                                          |
|  | Pseudonocardineae                        |
|  |                                          |

|  | Micromonosporineae |
|  |                    |
|  | Glycomycineae      |
|  |                    |

|  | Corynebacterineae (exc. Corynebacterium) |
|  |                                          |
|  | Pseudonocardineae                        |
|  |                                          |

|  | Streptosporangineae |
|  |                     |
|  | Acidothermus        |
|  |                     |

|  | Micromonosporineae |
|  |                    |
|  | Glycomycineae      |
|  |                    |

|  | Corynebacterineae (exc. Corynebacterium) |
|  |                                          |
|  | Pseudonocardineae                        |
|  |                                          |

|  | Micromonosporineae |
|  |                    |
|  | Glycomycineae      |
|  |                    |

|  | Corynebacterineae (exc. Corynebacterium) |
|  |                                          |
|  | Pseudonocardineae                        |
|  |                                          |

|  | Micromonosporineae |
|  |                    |
|  | Glycomycineae      |
|  |                    |

|  | Corynebacterineae (exc. Corynebacterium) |
|  |                                          |
|  | Pseudonocardineae                        |
|  |                                          |

|  | Micromonosporineae |
|  |                    |
|  | Glycomycineae      |
|  |                    |

|  | Corynebacterineae (exc. Corynebacterium) |
|  |                                          |
|  | Pseudonocardineae                        |
|  |                                          |